# Ferdinand von Kummer
Pour les articles homonymes, voir Kummer.
Rudolf Ferdinand von Kummer (né le 11 avril 1816 à Szelejewo, Grand-duché de Posen et mort le 3 mai 1900 à Hanovre) est un général d'infanterie prussien.

## Biographie

### Origine
Rudolf Ferdinand est le fils du bailli en chef prussien Ferdinand Friedrich Kummer (de) (1787-1835) et de son épouse Eva, née von Kalinowski (1799-1863).

### Carrière militaire
Kummer étudie aux lycées de Bromberg et de Posen. Il s'engage ensuite le 13 janvier 1834 comme fusilier dans le 18e régiment d'infanterie (de) de l'armée prussienne et promu sous-lieutenant à la mi-septembre 1835. En 1848, il participe à plusieurs batailles contre les insurgés polonais en tant que capitaine et officier d'état-major. Après les combats, il est affecté à la Commission de réorganisation dans la province de Posnanie. Après avoir été promu major en 1855, il est promu  officier d'état-major général de la 10e division d'infanterie. Il est ensuite transféré au Corps de la Garde. En 1860, alors qu'il est promu lieutenant-colonel, il est nommé chef d'état-major du 1er corps d'armée, basé à Königsberg. Peu de temps après, il est réaffecté au corps de la Garde au même poste. C'est ici qu'il est promu colonel en 1861. De 1864 à 1865, Kummer commande le 37e régiment de fusiliers, qui est stationné à Rawicz. Son prochain commandement est celui de la 25e brigade d'infanterie à Münster, qu'il commande en tant que général de division à partir de 1865. Avec cette grande unité , il prend part à la guerre austro-prussienne de 1866 avec l'armée du Main dans la campagne du Main. Après la fin de la guerre, Kummer reçoit le 20 septembre 1866 l'ordre Pour le Mérite pour ses actions.
En 1868, il devient inspecteur de la garnison de Mayence et lieutenant général. Après le début de la guerre contre la France, Kummer reçoit le 10 août 1870 le commandement de la 3e division de la réserve. Cette division se compose de la 3e division de la Landwehr, une brigade d'infanterie, une brigade de cavalerie de réserve et de l'artillerie et du génie. Avec cette dernière, il participe au siège de Metz jusqu'à la capitulation. Sa division combat dans la bataille de Noisseville et porté l'essentiel de la charge lors des combats de Bellevue. Après la chute de Metz le 27 octobre 1870, il est nommé jusqu'à 6 novembre commandant de Metz. Dans le même temps, ses unités de Landsturm et la brigade d'infanterie sont chargées d'évacuer les nombreux prisonniers de guerre et la division est dissoute. Kummer prend à la place la 15e division d'infanterie le 27 octobre 1870. Celle-ci fait partie du 8e corps d'armée (1re armée (de)) dans le nord de la France. Il y combat avec succès dans la bataille de Villers-Bretonneux et la bataille de l'Hallue et dirige l'avancée sur Bapaume, qui conduit à la bataille de Bapaume. Après avoir gagné à Saint-Quentin le 19 janvier 1871, les combats sont terminés pour lui. Le 12 janvier 1871, il reçoit les feuilles de chêne du Pour le Mérite.
Après la paix, Kummer se rend à Cologne, où il reprend également les affaires du gouverneur en octobre 1873. En janvier 1875, Kummer est démis de ses fonctions antérieures et promu général d'infanterie avec le grade de général commandant et transféré aux officiers de l'armée. En plus de son salaire, il reçoit une prime annuelle de 6 000 marks. Le 9 janvier 1877, Kummer est mis à disposition tout en recevant simultanément la Grand-Croix de l'Ordre de l'Aigle rouge avec des feuilles de chêne et des épées.
Il meurt à Hanovre en 1900 et y est enterré au nouveau cimetière Saint-Nicolas (de).

### Famille
Kummer se marie le 26 février 1838 avec Henriette Johannes (1817-1892) à Polskawies, arrondissement de Gnesen (de). Les enfants suivants sont nés du mariage :
- Amalie Karoline Johanne (née en 1838) mariée avec Walter von Kalckstein (de) (1840-1903), major général prussien
- Heinrich Ferdinand (de) (1841-1924), lieutenant-général prussien marié avec Marie Kahlbaum (1848-1894)